# 메리앤 버디
메리앤 버디(영어: Mariann Budde, 결혼 전 성: 에드가Edgar, 1959년 12월 10일∼)는 미국 성공회의 미국인 여성주교이다. 2011년 11월부터 성공회 워싱턴교구를 섬기고 있다. 주교로 성품되기 전, 미네소타주 미네아폴리스시의 성요한교회에서 18년간 관할사제로 있었다. 버디 주교는 2025년 1월 21일 도널드 트럼프의 취임예배 강론에서 트럼프 대통령에게 직접적으로 충고한 것으로 큰 주목을 받았다.

## 어린 시절과 교육
메리앤 에드가 버디는 스웨덴 출신 미국인 어머니 앤 비요크만Ann Björkman, 1931–2024과 미국인 아버지 윌리엄 에드가William Edgar 사이에서 1959년 12월 10일, 뉴저지주 서밋에서 태어났다. 그는 뉴저지주 마운트 올리브 타운십에서 자라 서모리스 마운트올리브 고등학교를 나왔으며, 부모의 이혼 이후 콜로라도로 이주했다.
1982년 로체스터대학교에서 역사 전공으로 마그나 쿰 라우데magna cum laude 문학사를 받았다. 이후 버지니아신학대학교에서 신학 석사(1989)와 목회학 박사(2008)를 받았다.

## 성직 생활

### 평사제
버디는 서품 전 애리조나에서 도심지 목회를 하며, 온두라스에서도 단기선교를 한 이후 만 24세에 성공회 성직후보자로 허입됐다. 이후 1988년 5월 28일 부제 서품을 받은 후 1989년 3월 4일 사제 서품을 받았다. 서품 이후 오하이오 톨레도의 성삼위일체교회에서 보좌사제로 일하다 1993년 미네소타주 미네아폴리스의 성요한교회의 관할사제가 된 이후 18년 동안 사역했다. 이 시기 버디는 자신의 사역의 기초로 자주 오병이어 기적을 언급했다.

### 워싱턴 주교
2011년 6월 18일 성공회 워싱턴 국립대성당에서 열린 워싱턴 교구 특별의회에서 버디는 은퇴하는 존 브리손 체인John Bryson Chane 주교의 후임으로 선출된 이후 11월 12일 캐서린 제퍼츠 쇼리Katharine Jefferts Schori 의장주교의 집례로 브라이언 프리어Jefferts Schori, 마크 베크윗Mark M. Beckwith, 존 브리손 체인, 메리 그래스풀Mary Glasspool 주교로부터 안수받아 워싱턴교구의 첫 여성주교가 되었다. 현재 버디 주교는 콜롬비아 특별구와 메릴랜드 주 네 카운티에 있는 86개 교회와 10곳의 학교로 구성된 교구의 수장이며, 당연직으로서 개신성공회대성당재단의 회장이다.
2017년 버디는 교구민의 의견을 따라 워싱턴 국가대성당에 있던 남군 장군 로버트 리와 스톤월 잭슨을 기려 1953년 연합딸연맹이 옛 창문에 기증한 스테인드글라스 패널을 제거하고., 그 자리를 2023년 아프리카계 미국인의 시민권 투쟁을 묘사하는 스테인드글래스로 대체했다.
2018년 매튜 셰퍼드가 국립대성당에 이장되었을 때 매장예배를 주관하였다.
2020년 6월, 워싱턴 DC에서 조지 플로이드 시위가 벌어지는 도중, 도널드 트럼프가 교구 관할 성요한 교회 앞에서 사진을 찍기 위해 경찰과 국가방위군을 동원해 시위대를 라파예트 스퀘어에서 강제로 몰아낸 것에 반발해 “예수의 가르침과 정반대되는 메시지의 배경으로” 교회를 사용한 데에 반발했다.